# Krótko rzecz ujmując
Krótko rzecz ujmując (ang. Long and Short of It) – film krótkometrażowy, reżyserowany przez Seana Astina. W pisaniu scenariusza pomagał mu Dominic Monaghan.
Zdjęcia do pięciominutowej produkcji kręcone były w Wellington, w Nowej Zelandii. Obraz zadebiutował na wydaniu DVD Władcy Pierścieni: Dwóch wież w sierpniu 2003. Główną rolę zagrał Andrew Lesnie. Gościnnie pojawił się również Peter Jackson (w roli kierowcy autobusu).

## Fabuła
Kolejny dzień w Wellington. Posiwiały malarz próbuje zawiesić plakat, jednak spód jest niewystarczająco doklejony, a drabina złamana. Gdy zamierza się już poddać, podchodzi do niego bardzo niska kobieta i pomaga dokleić dolną część plakatu. Sytuacja zwraca też uwagę pewnego wysokiego mężczyzny. Przykleja on górną część. Następnie cała trójka odjeżdża autobusem.